# Macédoine-Orientale-et-Thrace
Pour les articles homonymes, voir Macédoine, Macédoine orientale et Thrace (homonymie).
La Macédoine-Orientale-et-Thrace (en grec moderne : Ανατολική Μακεδονία και Θράκη, Anatolikí Makedonía ke Thráki, /anatoliˈki makeðoˈnia ke ˈθraki/) ou périphérie de Macédoine-Orientale-et-Thrace (Περιφέρεια Ανατολικής Μακεδονίας και Θράκης) est une des treize périphéries de Grèce. Elle est divisée en six districts régionaux : Dráma, Kavala et Thasos, faisant traditionnellement partie de la Macédoine, et Évros, Rhodope et Xánthi, traditionnellement en Thrace. Elle comprend la Thrace occidentale. Depuis le programme Kallikratis de 2011, cette région fait également partie du diocèse décentralisé de Macédoine-Thrace.
La périphérie est frontalière avec la Turquie et avec la Bulgarie.

## Histoire
La périphérie de Macédoine-Orientale-et-Thrace regroupe la partie orientale de la Macédoine méridionale devenue grecque en 1913, et la Thrace méridionale acquise cette même année par la Bulgarie, puis cédée à son tour à la Grèce au traité de Neuilly du 27 novembre 1919.

### Antiquité et période byzantine
Cette région initialement peuplée de Pélasges, puis de Thraces, colonisée par les Grecs à partir du VIIe siècle av. J.-C., a subi la domination perse au VIe siècle av. J.-C., athénienne au Ve siècle av. J.-C., macédonienne au IVe siècle av. J.-C. et romaine au IIe siècle av. J.-C. Tout en subissant des invasions (Goths, Slaves), elle est progressivement christianisée pendant que l'Empire romain d'Orient évolue en Empire byzantin en s'hellénisant. Vers 790, deux thèmes byzantins organisent ce territoire : celui de Macédoine et celui de Thrace.

### Moyen Âge
Après 1206, la région est âprement disputée entre les Francs, de Salonique ou de Constantinople (qui s'étaient emparés du pays à l'issue de la quatrième croisade) et les Bulgaro-Valaques, avant de revenir aux Grecs vers 1250. En 1396, ce sont les Turcs qui conquièrent le pays en même temps que la majeure partie des Balkans. Sous la domination ottomane, qui dure quatre siècles et demi, aux populations grecques de la côte, slaves des vallées et des plaines de l'intérieur, et romanes des massifs montagneux, s'ajoutèrent des Turcs qui, par ailleurs, convertirent à l'islam une partie des slaves (les Torbèches et les Pomaques de langue bulgare).

### Période moderne
C'est à l'issue des Guerres balkaniques, en 1913, que le sud de la Macédoine historique est devenu grec, tandis que le sud de la Thrace intégrait la Bulgarie, du moins jusqu'en 1919. Dans ces « nouveaux territoires » grecs, les Grecs n'étaient majoritaires que sur la côte : dans l'intérieur des terres ils ne sont devenus majoritaires qu'à partir de 1923, après de multiples échanges de populations avec la Turquie, rendus obligatoires par le Traité de Lausanne. Les descendants de ces Grecs d'Anatolie, appelés « Micrasiates », sont très nombreux dans l'actuelle population grecque macédonienne et thrace.
Durant l'Occupation, la Macédoine-Orientale-et-Thrace a été annexée par la Bulgarie fasciste, qui s'y est livrée à des persécutions contre les populations grecques (plus de 90 000 personnes en furent chassées) et permit l'extermination, par les nazis, des Romaniotes. Le nome de l'Évros, frontalier de la Turquie, fut occupé directement par la Wehrmacht. En septembre 1944, la Résistance grecque reprit possession du pays, qui devint, peu après, un des théâtres de la guerre civile grecque. La paix n'intervînt qu'en 1950 mais la région, frontalière à la fois du « rideau de fer » et de la Turquie, resta jusqu'au milieu des années 1990 en epitirumenê zonê (« zone surveillée » sous administration militaire), d'autant qu'elle comportait des villages bulgarophones et turcophones, peuplés essentiellement par une population de confession musulmane. Cette zone était interdite d'accès aux personnes extérieures sauf autorisation spéciale délivrée par le Ministère de la Défense grec.
Ce n'est qu'après 1970 que la Macédoine-Orientale-et-Thrace put commencer à se relever et à se développer, du moins jusqu'à la crise financière des années 2010, due à la dérégulation mondiale et aux endettements de la Grèce, en partie consécutifs aux Jeux olympiques de 2004. En plaine particulièrement, la construction de la voie rapide Thessalonique-Istanbul et le développement de l'agro-industrie (couplé à la disparition de l'agriculture de proximité) ont nécessité de lourds investissements qui sont encore loin d'être amortis, la qualité des sols et la productivité n'étant pas ici équivalentes à ce que l'on peut observer et obtenir en Basse-Saxe, en Flandre ou en Normandie.
Avant la réforme Kallikratis (2010), elle avait la particularité d'être divisée en deux super-préfectures (en) (Υπερνομαρχία) dirigées par un super-préfet élu reprenant certaines des fonctions attribuées à la périphérie et aux nomes :
- Super-préfecture de Dráma-Kavála-Xánthi
- Super-préfecture de Rhodope-Évros